# Моника Потър
Моника Потър (на английски: Monica Potter) е американска актриса.

## Частична филмография
Кино
- 1996 – „Непробиваем“ (Bulletproof)
- 1997 – „Въздушен конвой“ (Con Air)
- 1998 – „Уютен дом“ (A Cool, Dry Place)
- 1998 – „Марта и свалячите“ (Martha, Meet Frank, Daniel and Laurence)
- 1998 – „Пач Адамс“ (Patch Adams)
- 1999 – „Рай или Вегас“ (Heaven or Vegas)
- 2001 – „Завръщането на паяка“ (Along Came a Spider)
- 2002 – „Много мъже за Люси“ (I'm with Lucy)
- 2004 – „Убийствен пъзел“ (Saw)

Телевизия
- 2004 – 2005 – „Адвокатите от Бостън“ (Boston Legal)
- 2009 – „Вярвай ми“ (Trust Me)
- 2010 – 2015 – „Родители“ (Parenthood)